# Turdus pilaris

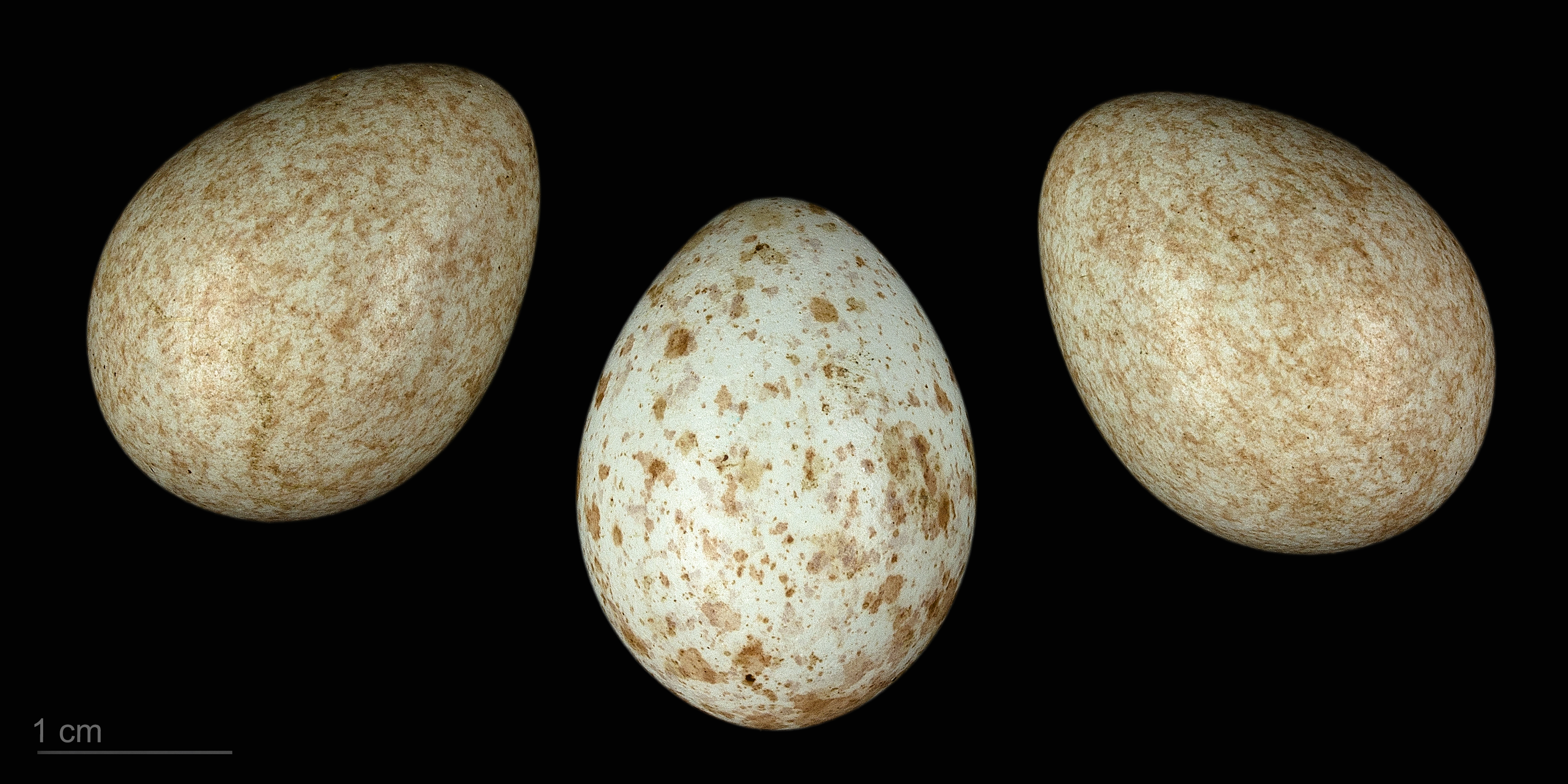
Turdus pilaris

Turdus pilaris là một loài chim trong họ Turdidae.